# ای. دیوک وینسنت
ای. دیوک وینسنت (انگلیسی: E. Duke Vincent؛ زادهٔ ۳۰ آوریل ۱۹۳۲ – درگذشتهٔ ۱۰ فوریهٔ ۲۰۲۴) تهیه‌کننده فیلم و نویسنده اهل ایالات متحده آمریکا بود.
از فیلم‌ها یا مجموعه‌های تلویزیونی که وی در آن‌ها نقش داشته‌است، می‌توان به سانست بیچ، بورلی هیلز، ۹۰۲۱۰، افسون‌شده و فرشتگان چارلی اشاره نمود.